# جنوبلوت
جنوبلوت (بالإنجليزية: gnuplot)‏ هو برنامج سطر الأوامر، ويمكنه أن يولد مؤامرات ثنائية وثلاثية الأبعاد من الوظائف والبيانات والبيانات. يعمل البرنامج على جميع أجهزة الكمبيوتر الرئيسية وأنظمة التشغيل (لينكس، يونكس، مايكروسوفت ويندوز، ماك، وغيرها). وهو برنامج له تاريخ طويل إلى حد ما، يعود تاريخه إلى عام 1986. على الرغم من اسمه، هذا البرنامج ليس جزءً من مشروع جنو.

## سمات
يوفر جنوبلوت قدرات البرمجة النصية، والحلقات، والوظائف، ومعالجة النصوص، والمتغيرات، ووحدات الماكرو، والمعالجة التعسفية المسبقة لبيانات الإدخال (عادة عبر الأعمدة)، بالإضافة إلى القدرة على تنفيذ تركيب البيانات المرجحة متعددة الأبعاد متعددة الأبعاد غير الخطية.
تمت برمجة كود جنوبلوت الأساسي في حرف C . تتم كتابة الأنظمة الفرعية المعيارية للإخراج عبر Qt وwxWidgets و LaTeX / TikZ / ConTeXt بلغة C ++ وLua .
```
set
 
title
 
"Some Math Functions"

set
 
xrange
 
[
-10
:
10
]

set
 
yrange
 
[
-2
:
2
]

set
 
zeroaxis

plot
 
(
x
/
4
)
**
2
,
 
sin
(
x
)
,
 
1
/
x

```

 

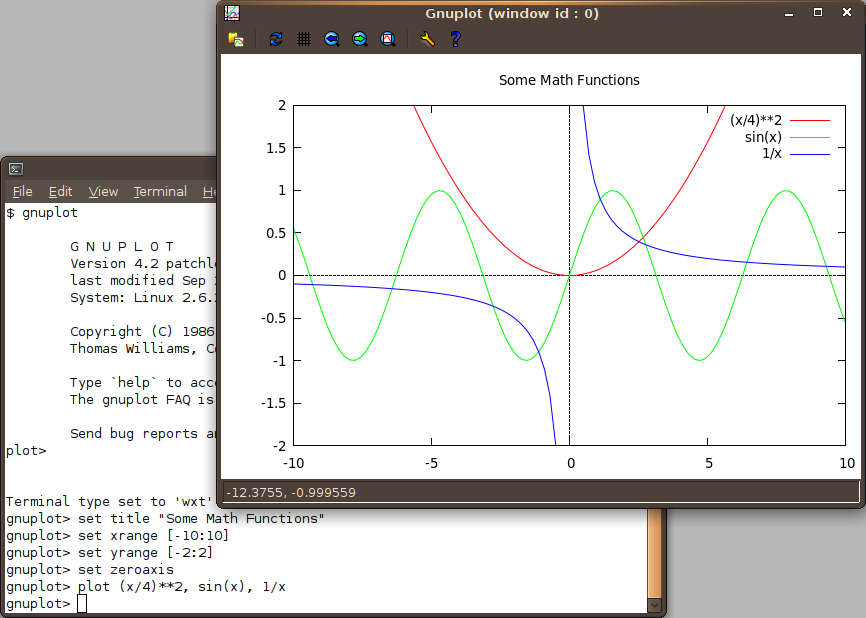
gnuplot في الاستخدام التفاعلي.

تم اختيار اسم هذا البرنامج في الأصل لتجنب التعارض مع برنامج يسمى "newplot"، وكان في الأصل حلا وسطا بين "llamaplot" و "nplot".

## شروط التوزيع
وعلى الرغم من اسم جنوبلوت، إلا أنه لم يتم تسميته أو جزء منه أو مرتبط بمشروع GNU، كما أنه لا يستخدم ترخيص GNU العام. تم تسميته كجزء من حل وسط من قبل المؤلفين الأصليين، على GNU (الحيوان) ونيوبلوت.

شفرة المصدر الرسمية لي جنوبلوت قابلة لإعادة التوزيع بحرية، ولكن الإصدارات المعدلة منها ليست كذلك. تسمح رخصة جنوبلوت بدلا من ذلك بتوزيع البقع مقابل الإصدارات الرسمية، مصحوبة اختياريا بشفرة المصدر الصادرة رسميا. يمكن توزيع الثنائيات مع شفرة المصدر غير المعدلة وأي تصحيحات مطبقة عليها. يجب تزويد معلومات الاتصال بالأعمال المشتقة للحصول على الدعم الفني للبرنامج المعدل.
يتم منح الإذن لتعديل البرنامج، ولكن ليس الحق في توزيع التعليمات البرمجية المصدر المعدلة كاملة. سيتم توزيع التعديلات كقع على الإصدار الذي تم إصداره.
على الرغم من هذا التقييد، يتم قبول جنوبلوت واستخدامه من قبل العديد من حزم GNU ويتم تضمينه على نطاق واسع في توزيعات لينكس بما في ذلك التوزيعات الأكثر صرامة مثل دبيان وفيدورا. يسمح تعريف المصدر المفتوح OSI وإرشادات البرامج الحرة في دبيان على وجه التحديد بفرض قيود على توزيع شفرة المصدر المعدلة، مع إعطاء إذن صريح لتوزيع كل من التصحيحات وشفرة المصدر.
وحدات جنوبلوت الأحدث (على سبيل المثال Qt و wxWidgets و cairo drivers) بموجب شروط الترخيص المزدوج، مثل جنوبلوت + BSD أو جنوبلوت + GPL.

## واجهات المستخدم الرسومية والبرامج التي تستخدم gnuplot
تحتوي العديد من برامج الجهات الخارجية على واجهات مستخدم رسومية يمكن استخدامها لإنشاء رسوم بيانية باستخدام gnuplot كمحرك رسم. وتشمل هذه الخطوات ما يلي:
- gretl ، حزمة إحصائية للاقتصاد القياسي
- JGNUPlot ، واجهة مستخدم رسومية قائمة على جافا
- كيالي نظام الجبر الحاسوبي
- xldlas ، حزمة إحصاءات X11 قديمة
- gnuplotxyz ، برنامج Windows قديم
- wxPinter ، مدير رسم بياني لـ gnuplot
- Maxima هو نظام جبر حاسوبي قائم على النصوص وله بحد ذاته العديد من واجهات المستخدم الرسومية لجهات خارجية.

برامج أخرى تستخدم gnuplot :
- GNU Octave ، لغة برمجة رياضية
- statist ، برنامج قائم على المحطة
- يوفر gplot.pl واجهة سطر أوامر أبسط.
- يوفر feedgnuplot تخطيطًا للبيانات المخزنة والوقت الحقيقي من الأنبوب.
- ElchemeaAnalytical ، برنامج تخطيط وملاءمة مطيافية المعاوقة تم تطويره بواسطة DTU Energy [4]
- الوظيفة الإضافية Gnuplot لـ MS-Excel
- Calc ، حاسبة GNU Emacs

## واجهات البرمجة والتطبيق
يمكن استخدام جنوبلوت من لغات البرمجة المختلفة لبيانات الرسم البياني، بما في ذلك Perl (عبر PDL وحزم CPAN الأخرى) وPython (عبر gnuplotlib و Gnuplot-py وSageMath) وR عبر (Rgnuplot) وJulia (عبر Gaston.jl) وجافا (عبر JavaGnuplotHybrid و jgnuplot) وRuby (عبر Ruby Gnuplot) و Ch (عبر Ch Gnuplot) وHaskell (عبر Haskell gnuplot) وFortran 95 و  Smalltalk (Squeak و GNU Smalltalk) وRust (عبر RustGnuplot).

## تنسيقات إخراج جنوبلوت
يتيح لك جنوبلوت عرض أو تخزين قطع الأراضي بعدة طرق:
- على وحدة التحكم (وسائط الإخراج، sixel)
- في نافذة سطح المكتب (أوضاع الإخراج qt ، wxt ، x11 ، aquaterm ، win . . .)
- مضمن في صفحة ويب (أوضاع الإخراج svg و HTML5 و png و jpeg و animated gif و. . .)
- تنسيقات الملفات المصممة لمعالجة المستندات (أوضاع الإخراج PostScript ، PDF ، cgm ، emf ، متغيرات LaTeX . . .)

## مزيد من القراءة والروابط الخارجية
- الموقع الرسمي
- جنوبلوت على موقع سورس فورج
- Gnuplot 5 : كتاب إلكتروني تفاعلي حول gnuplot v.5.
- gnuplotting : مدونة تضم أمثلة ونصائح gnuplot
- spplotters : مدونة تضم أمثلة ونصائح gnuplot
- مفاجأة gnuplot : مدونة من أمثلة ونصائح gnuplot
- جنوبلوت على مشروع الدليل المفتوح
- Philipp K. Janert (2009). Gnuplot in Action. Manning Publications. ISBN:978-1933988399.978-1933988399
- Lee Phillips (2012). gnuplot Cookbook. Packt Publishing. ISBN:978-1849517249.978-1849517249
- Williams، Thomas؛ Kelley، Colin (2015). Gnuplot 5.0. Samurai Media Limited. ISBN:978-988-14436-4-9.978-988-14436-4-9
- تصور بياناتك باستخدام gnuplot : برنامج تعليمي من IBM